# Saint Yon
Pour les articles homonymes, voir Saint-Yon.
Yon (en latin : Ionius ou Æonius ; en germanique : Eudo) est un saint catholique. Il est fêté le 5 août.

## Biographie

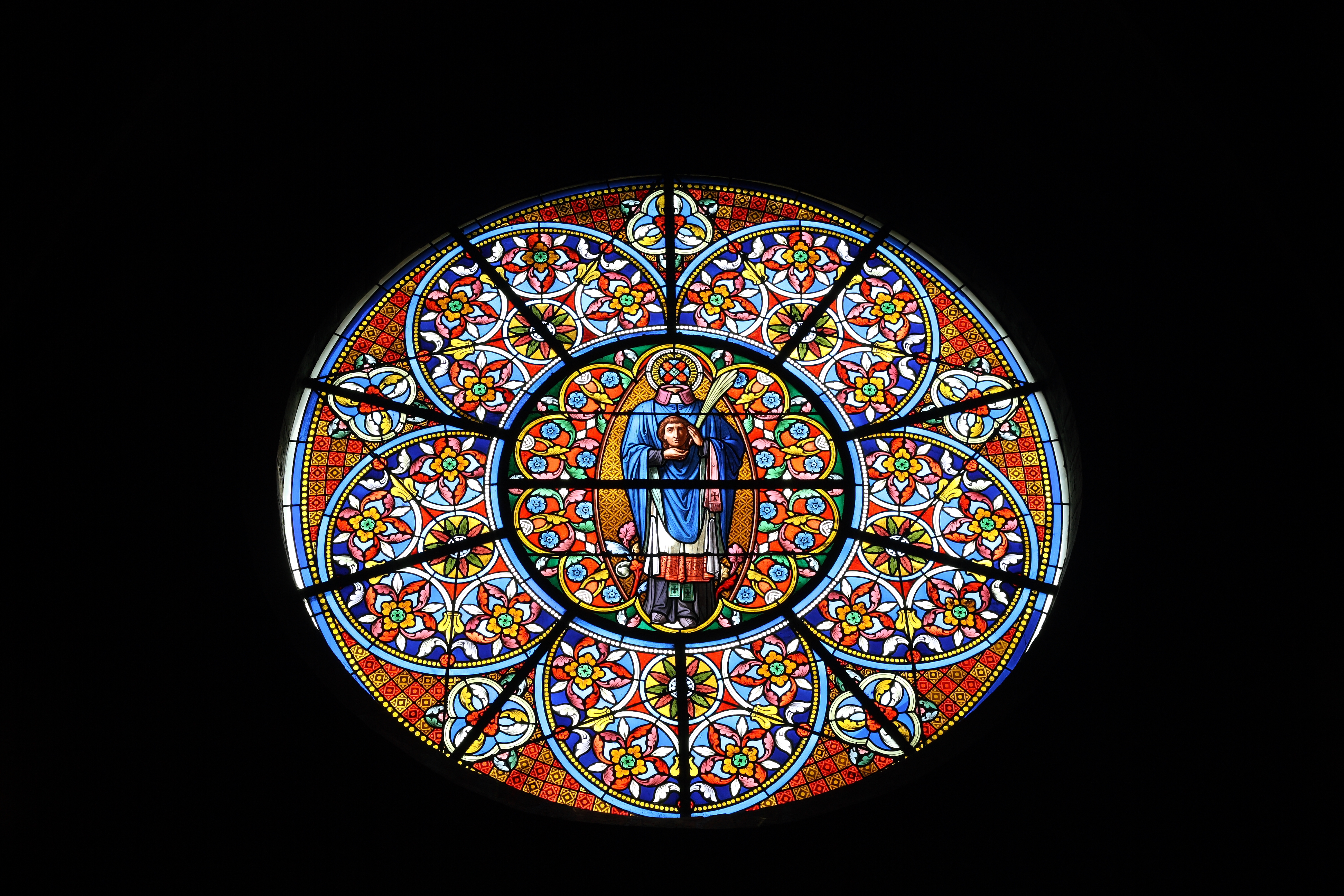
Saint Yon

Disciple de saint Denis de Paris, il aurait prêché la foi dans l'actuel Hurepoix, notamment à Châtres, aujourd'hui Arpajon, où il aurait bâti une église. Il aurait subi le martyre en 290 sur la colline de l'actuel village de Saint-Yon. 
Patron de Saint-Yon et patron secondaire d'Arpajon, il est représenté avec saint Denis sur la fresque de la basilique Notre-Dame-de-Bonne-Garde de Longpont. 
Les Frères des Écoles chrétiennes ont été appelés Frères de Saint-Yon ou Frère Yontais parce qu'ils avaient au XVIIIe siècle leur principal établissement au manoir de Saint-Yon, près de Rouen.

## Source
Marie-Nicolas Bouillet  et Alexis Chassang (dir.), « Saint Yon » dans Dictionnaire universel d’histoire et de géographie, 1878 (lire sur Wikisource)